# PaPeRo

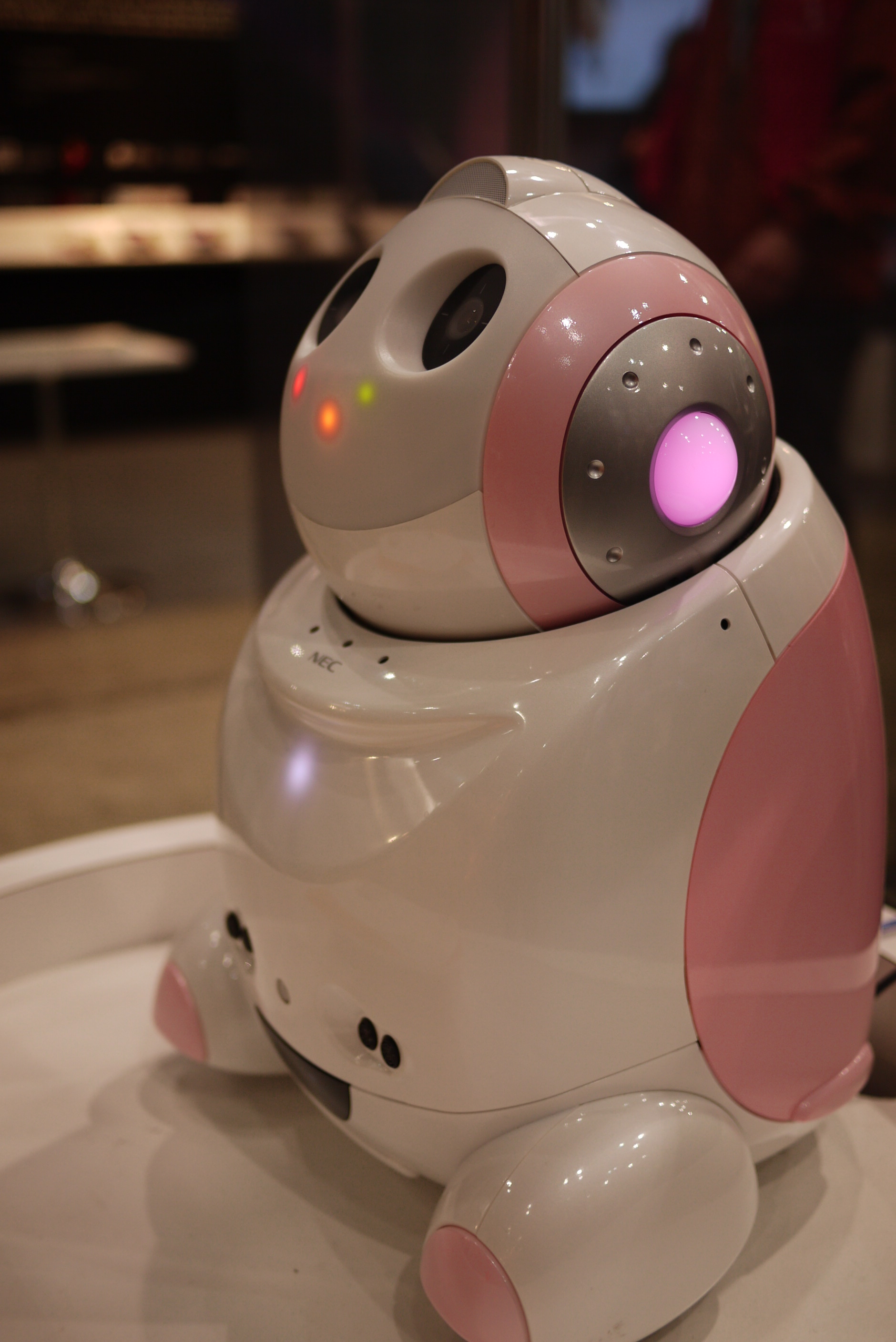
PaPeRo au SIGGRAPH en 2009.

PaPeRo est un petit robot personnel japonais, successeur du R100 et développé par NEC. Son nom est en fait l'acronyme de Partner Personal Robot.

## Description
PaPeRo se présente sous la forme d'un petit robot d'une quarantaine de centimètres. Son déplacement est permis grâce à trois petites roulettes et, contrairement à la panoplie des robots de développement actuel, il ne possède aucun moyen de préhension, qui lui permettrait d'effectuer de petites tâches quotidiennes. Il possède par contre une tête avec plusieurs degrés de liberté, lui permettant ainsi de l'orienter dans tous les sens.
| Hauteur    | 385 mm |
| Largeur    | 248 mm |
| Profondeur | 245 mm |
| Poids      | 5 kg   |

## Déplacement
Pour accomplir certains déplacements partout dans la maison, PaPeRo possède quand même un moyen de se déplacer : sous son châssis sont dissimulées trois petites roues dont les deux de devant sont motorisées par deux petits moteurs, qui peuvent alors le faire pivoter sur lui-même pour plus d'aisance dans les endroits étroits. Quant à sa vitesse, elle peut atteindre les 20 cm/s (0,2 m/s) ce qui lui confère un déplacement « relativement » rapide comparé à sa petite taille.

## Capteurs
PaPeRo se distingue des autres robots personnels par le nombre important de capteurs. En effet, il possède au total pas moins de huit types de capteurs lui permettant ainsi de voir et de reconnaître avec ses deux caméras CCD ; de toucher avec par exemple, ses capteurs de coup situés sur la tête ; ou d'entendre et comprendre avec ses multiples microphones.
| Catégorie | Type                  | Technologie | Nombre |
| --------- | --------------------- | ----------- | ------ |
| Vision    | Vidéo                 | Caméra CCD  | 2      |
| Son       | Reconnaissance vocale | Microphone  | 1      |
|           | Direction du son      | Microphone  | 3      |
| Détection | Ultrasonore           | Microphone  | 5      |
|           | Du sol                | Capteur     | 1      |
|           | D'élévation           | Capteur     | 1      |
|           | De coup               | Capteur     | 1      |
|           | De frottement         | Capteur     | 1      |

### Reconnaissance faciale
La reconnaissance de visage de PaPeRo se décompose en deux grandes étapes :
1. la phase de détection de visage dans le champ de vision du robot
2. la phase d'identification du visage.

#### 1. Détection de visage
Pour détecter un visage humain, le robot procède d'abord à une analyse de son environnement et distingue les parties de l'image qui ne bougent pas et celles qui bougent. Parmi ces dernières, il cherche alors les caractéristiques typiques d'un visage grâce aux proportions, à la disposition par rapport au reste de l'entité mouvante, et grâce à la taille par rapport à la distance qui les sépare. Enfin, il stocke le motif de la tête au cas où cette dernière arrêterait de bouger puis il la compare par rapport aux autres images de la vidéo.

#### 2. Identification du visage
Pour identifier le visage, PaPeRo cherche les yeux qui lui servent de référence. Ensuite, il compare les traits faciaux par rapport à une base de connaissance faite à la demande de l'utilisateur, par une commande vocale. Enfin, il sélectionne celle qui possède le plus de ressemblance.

### Reconnaissance vocale
PaPeRo possède un système de reconnaissance vocale qui lui permet d'écouter un humain parlant distinctement, même quand le robot est en train de parler. En effet, il utilise un système de filtrage de bruit de fond qui lui permet de comprendre les paroles d'un homme même avec un son en arrière-plan.

## Communications
Le robot PaPeRo est un robot essentiellement voué à la communication d'informations telles que les nouvelles d'un site web, la diffusion des courriels ou bien encore l'aide au repérage urbain. On le constate notamment par le fait qu'il ne possède aucun actionneur mécanique lui permettant de manipuler des objets ou de la matière. Pour cela, il est équipé de nombreux éléments lui permettant de transmettre et de recevoir des informations de la part d'humains ou de systèmes informatiques tels que les ordinateurs ou les GPS. De plus, les développeurs de PaPeRo ont mis l'accent sur les émotions du robot, comme la joie, le rire, ou la tristesse ; émotions qui rendent la communication bien plus réaliste.
| Avec...      | Type         | Entrante   | Sortante      |
| ------------ | ------------ | ---------- | ------------- |
| Humain       | Visuelle     | Caméra     | Yeux émotifs  |
|              | Sonore       | Microphone | Haut-parleurs |
|              | Toucher      | Capteur    | Aucun         |
| Ordinateur   | Informations | Wifi       | Wifi          |
| Internet     | Informations | Wifi       | Wifi          |
| TV           | Signal       | Aucun      | Infrarouge    |
| Autre PaPeRo | Informations | Wifi       | Wifi          |

### Communications robot-humain
La communication robot-humain n'est possible qu'en parlant un langage similaire ou égal à celui de l'interlocuteur. Pour cela, les développeurs de PaPeRo ont consacré une grande importance au vocabulaire qu'il possède : il peut reconnaître jusqu'à 650 mots et en exprimer environ 3000, ce qui garantit une possibilité de dialogue intéressant avec l'homme. Intéressant dans la mesure où en plus de parler, il peut exécuter des fonctions divertissantes comme danser, apprendre des choses aux jeunes enfants ou bien accomplir des fonctions plus proches de l'ordinateur comme l'envoi de courriels.